# Jack Dangermond
Jack Dangermond est un chef d'entreprise américain, initialement environnementaliste.  En 1969, avec sa femme Laura, il fonda Esri (Environmental Systems Research Institute), une société spécialisée dans la conception de logiciels Système d'information géographique (SIG).
Jack Dangermond est le président directeur général d'Esri et travaille à Redlands en Californie.
Jack Dangermond a créé Esri pour étudier l'occupation des sols et l’aménagement du territoire puis se concentra sur le développement des premiers SIG représentés par ArcInfo,  édité au début des années 1980. Le développement d’ArcINFO positionna dès sa commercialisation Esri comme un acteur important du marché des Systèmes d'Information Géographique. Aujourd'hui, Esri commercialise sa gamme de logiciels ArcGIS.

## Jeunesse
Jack Dangermond a grandi à Redlands, en Californie et a commencé ses études à la Redlands High School.
Jack Dangermond étudia par la suite l'architecture des sols et la science environnementale à l'université californienne polytechnique Pomona. Il obtint ensuite une maîtrise en science environnementale à l'Université du Minnesota et une maîtrise en architecture des sols à l'université GSD (Graduate School of Design) de Harvard en 1969. Son travail à l'école du LCGSA (Laboratory for Computer Graphics and Spatial Analysis) le mena directement au développement du logiciel ArcINFO. Il a été nommé docteur honoraire de nombreuses universités américaines et britanniques.

## Récompenses
Jack Dangermond a eu une forte influence sur les méthodologies de développement des SIG, le marché et la recherche technologique. Il a reçu de nombreux prix reflétant l'importance de son travail dont :
- La médaille géographique de Cullum de l'American Geographical Society
- La médaille EDUCAUSE d'Educause
- Le Horwood Award par l'Urban and Regional Information Systems Association
- La médaille Anderson de l'Association of American Geographers
- John Wesley Powell Award de l'U.S. Geological Survey.
- La médaille d'or Carl Mannerfelt de l'International Cartographic Association
- La médaille d'or de la Royal Geographical Society en 2010[1].
- La médaille Alexander Graham Bell de la National Geographic Society en 2010, avec Roger Tomlinson[2]